# Oecidiobranchus nanseni
Oecidiobranchus nanseni är en kräftdjursart som beskrevs av Just 1980. Oecidiobranchus nanseni ingår i släktet Oecidiobranchus och familjen Desmosomatidae. Inga underarter finns listade i Catalogue of Life.